# Jim Samson
Pour les articles homonymes, voir Samson (homonymie).
Thomas James Samson (dit Jim Samson), né le 6 juillet 1946, est un musicien, musicologue et critique musical britannique, spécialiste de Frédéric Chopin.

## Biographie
Il a fait partie des membres de l'équipe du Royal Holloway en 2002, comme professeur de musique émérite. 
Professeur à l'Université d'Exeter et à l'Université de Bristol, il a publié des livres, seul ou en collaboration, sur la musique de Frédéric Chopin, et sur l'analyse et l'esthétique musicales des XIXe et XXe siècles. 
Il est l'un des trois auteurs de l'ouvrage The complete Chopin: a new critical edition (éditions Peters). 
En 1989, il a reçu l'Ordre du Mérite du ministère de la culture polonais pour ses contributions à la diffusion de l'école de musique de Chopin. En 2000, il était membre de la British Academy, et en 2004, il a reçu le Royal philharmonic book prize. 
Il prépare actuellement un manuel intitulé Understanding musicology, ainsi qu'un projet de recherche sur la musique des Balkans. 

## Publications
- Music in transition: a study of tonal expansion and early atonality, 1900-1920, Londres et New York, 1977, 1987; Oxford, 1994.
- The music of Karol Szymanowski, Londres, 1980; New York, 1981.
- The music of Chopin, Londres, New York et Melbourne, 1985; Oxford, 1994.
- Frederic Chopin (Reclams Musikführer), traduction par Meinhard Saremba, Stuttgart, 1991.
- Chopin: The four ballades, Cambridge, 1992.
- Chopin (Master musicians), Oxford, 1996.
- Virtuosity and the musical work: the transcendental studies of Franz Liszt, Cambridge, 2003.